# Zohra Drif
Zohra Drif (àrab: زهرة بو ظريف)  (Tissemsilt, 28 de desembre de 1934) (en amazic: ⵥoⵀⵔⴰ ⴹⵔⵉⴼ) és una advocada i política algeriana, lluitadora per la independència d'Algèria.
Va ser l'esposa de Rabah Bitat, un dels nou líders històrics del Front Nacional d'Alliberament d'Algèria (FLN). És considerada com una heroïna de la revolució algeriana i de la guerra d'independència contra la colonització francesa. Va formar part de la réseau bombes durant la Batalla d'Alger (1956–1957), juntament amb Ali la Pointe, Hassiba Ben Bouali i Yacef Saâdi, cap de la Zona Autònoma d'Alger.

## Biografia
Zohra Drif va passar la seva infància a Vialar, on el seu pare era cadí. Va fer l'escola secundària a l'Institut Fromentin d'Alger, i després va estudiar a la Facultat de Dret de la Universitat d'Alger.
Amb la literatura francesa va descobrir la Il·lustració, la Revolució Francesa de 1789 i les llibertats individuals, el que la va portar a reflexionar sobre la situació d'Algèria i a rebel·lar-se contra la colonització i les diferències llargament establertes entre els colons i els jueus autòctons d'una banda per mitjà del decret Crémieux, i els nadius per una altra, discriminacions que l'ordenança del 7 de març de 1944 i l'Estatut de 1947 no van fer desaparèixer.
Després del començament de la insurrecció (novembre de 1954), va entrar en contacte amb l'FLN i va formar part d'una unitat activa a la Zona Autònoma d'Alger.

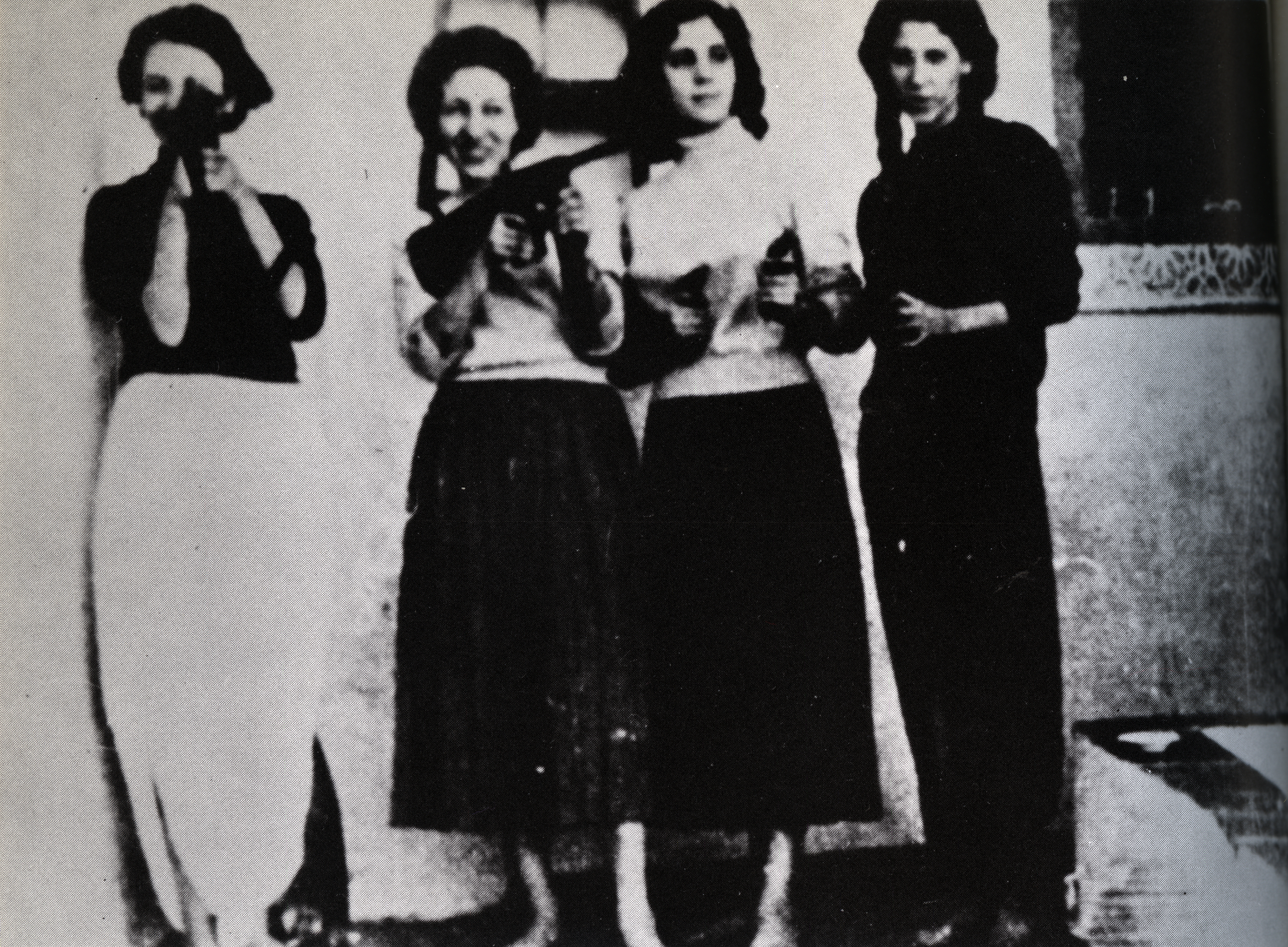
D'esquerra a dreta: Samia Lakhdari, Zohra Drif, Djamila Bouhired i Hassiba Ben Bouali.

El 30 de setembre de 1956, aquesta unitat es va encarregar de col·locar tres bombes: a la Maurétania, que no va explotar, a la cafeteria de la rue Michelet, i la que va llençar ella mateixa al Milk-Bar, freqüentat per pieds-noirs. L'atemptat del Milk-Bar va matar tres dones i va ferir una dotzena de persones, entre elles alguns infants.
El gener de 1957, les autoritats franceses van desencadenar la Batalla d'Alger. El 4 de juliol i el 9 d'agost de 1957, Zohra Drif va assistir a les dues converses entre Yacef Saâdi i l'antropòloga Germaine Tillion.
El 22 de setembre de 1957 va ser detinguda, juntament amb Yacef Saâdi, al seu refugi del carrer Caton a la casba d'Alger, i l'agost de 1958 va ser condemnada a vint anys de treballs forçats per un tribunal militar d'Alger acusada de terrorisme. Inicialment empresonada a la secció de dones de la presó de Serkadji, va ser després traslladada a diverses presons franceses. El 1960, va escriure el seu testimoni titulat La mort de mes frères.
Zohra Drif va ser finalment indultada pel general Charles de Gaulle un cop assolida la independència d'Algèria el 1962.
Advocada i professora, va ser membre de l'Assemblea Constituent i, després, membre del Consell de la Nació (de què posteriorment va ser nomenada vicepresidenta) fins al gener de 2016. Drif ha estat una de les veus crítiques del nou Codi de família d'Algèria des de la seva promulgació el 1984.
Al Consell de la Nació, va presidir el Grup d'amistat algerià-francès. Segons Drif, el paper d'aquest grup és «promoure les relacions d'amistat amb el poble francès», «relacions de confiança» entre els parlamentaris algerians i francesos, per a «debatre amb tota franquesa els problemes que interessen als dos pobles». També declarà que «ja en la Declaració de l'1 de novembre de 1954, l'FLN afirmava que estem lluitant contra les forces colonialistes i no contra el poble francès».